# Rooney Mara
Patricia Rooney Mara (Bedford, Nueva York, 17 de abril de 1985), conocida como Rooney Mara, es una actriz estadounidense. Ha recibido varios elogios, incluido un Premio del Festival Internacional de Cine de Cannes a la mejor actriz, además de nominaciones para dos Premios Óscar, un Premio BAFTA y dos Premios Globo de Oro. Nacida en las familias Rooney y Mara, comenzó su carrera actuando en televisión y películas independientes, como el drama sobre la mayoría de edad Tanner Hall (2009), y obtuvo mayor reconocimiento por un papel secundario en el drama biográfico de David Fincher The Social Network (2010).
Mara tuvo un gran avance en su carrera cuando interpretó a Lisbeth Salander en el thriller de Fincher The Girl with the Dragon Tattoo (2011), que le valió una nominación al Premio Óscar a la mejor actriz. Su carrera progresó con papeles protagónicos en el thriller Side Effects (2013), el romance de ciencia ficción Her (2013) y el drama romántico Carol (2015); los tres fueron éxitos comerciales y de crítica. Por este último, ganó el Premio del Festival Internacional de Cine de Cannes a la mejor actriz y recibió una nominación al Premio Óscar a la mejor actriz de reparto. Desde entonces ha aparecido en el drama biográfico Lion (2016), el drama sobrenatural A Ghost Story (2017) e interpretó a María Magdalena en el drama bíblico María Magdalena (2018). Después de una breve pausa, Mara coprotagonizó el thriller psicológico Nightmare Alley (2021) de Guillermo del Toro.
Mara es conocida por su trabajo de caridad y supervisa la Fundación Uweza, que apoya programas de empoderamiento para niños y familias en el barrio pobre de Kibera en Nairobi. También es la fundadora de la línea de ropa vegana Hiraeth Collective. Mara es hermana de Kate Mara y está en una relación con el actor Joaquin Phoenix desde 2016, con quien tiene dos hijos.

## Primeros años
Patricia Rooney Mara nació el 17 de abril de 1985 y se crio en Bedford, Nueva York, una ciudad en el condado de Westchester a unas 40 millas (64 km) al norte de la ciudad de Nueva York. La familia de la madre de Mara fundó los Pittsburgh Steelers y la familia de su padre fundó los New York Giants. Su padre, Timothy Christopher Mara, es el vicepresidente sénior de personal de jugadores de los New York Giants, y su madre, Kathleen McNulty (de soltera Rooney), es una agente de bienes raíces a tiempo parcial. Es la tercera de cuatro hijos: tiene un hermano mayor, Daniel, una hermana mayor, Kate, que también es actriz, y un hermano menor, Conor.
Su padre es de ascendencia irlandesa, alemana y francocanadiense, mientras que su madre es de procedencia italiana e irlandesa. Sus antepasados Rooney se originaron en Newry, condado de Down. Sus abuelos paternos fueron Wellington Mara y Ann Mara. Wellington fue durante mucho tiempo copropietario de los Giants, a quien sucedió en ese puesto su hijo (el tío de Rooney Mara), John Mara. El abuelo materno de Rooney Mara, Timothy James «Tim» Rooney, dirige Yonkers Raceway & Empire City Casino en Yonkers, Nueva York desde 1972. Mara es la bisnieta del fundador de los New York Giants, Tim Mara, y del fundador de los Pittsburgh Steelers, Art Rooney, Sr., así como de Kathleen McNulty Rooney. Su tío abuelo, Dan Rooney, fue presidente de los Steelers, ex embajador de Estados Unidos en Irlanda, cofundador de la organización benéfica The Ireland Funds y arquitecto de la regla Rooney del fútbol americano. El Representante de los Estados Unidos, Tom Rooney, y el ex Representante del Estado de Florida, Patrick Rooney Jr., son sus primos.
Después de graduarse de Fox Lane High School en 2003, Mara viajó a Ecuador, Perú y Bolivia en América del Sur durante cuatro meses como parte de la Escuela itinerante, un entorno de aprendizaje abierto. Asistió a la Universidad George Washington durante un año antes de transferirse a la Escuela de Estudios Individualizados Gallatin de la Universidad de Nueva York, donde estudió psicología, política social internacional y organizaciones sin fines de lucro, y se graduó en 2010.
Mara se inspiró para actuar al ver teatro musical y películas clásicas, como Gone with the Wind (1939), Rebecca (1940) y Bringing Up Baby (1938), con su madre. También quería ser como su hermana, Kate Mara, una actriz profesional. Mara se resistió a seguir actuando cuando era niña y le dijo a The Journal News que «nunca me pareció tan honorable, y creo que siempre tuve miedo de fallar». Su primer y único papel en la escuela secundaria fue Julieta en Romeo y Julieta, que obtuvo después de que un amigo la inscribiera en una audición. Mara actuó en algunas películas de estudiantes mientras estaba en la Universidad de Nueva York, y luego comenzó su carrera en la actuación, audicionando por primera vez a la edad de 19 años.

## Carrera

### 2005-2009: Primeros trabajos en cine y televisión

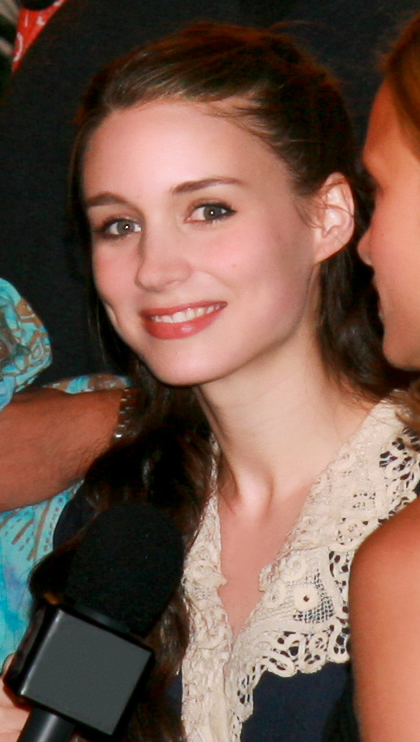
Mara en el Festival Internacional de Cine de Toronto de 2009.

Mara apareció por primera vez como extra en películas protagonizadas por su hermana, incluido un papel secundario en la película de terror directa a video de 2005 Urban Legends: Bloody Mary. Encontró trabajo en televisión, haciendo su debut profesional en un episodio de 2006 del drama Law & Order: Special Victims Unit, como una niña que intimida a niños con sobrepeso. Actuó como invitada en el drama legal Women's Murder Club e interpretó a una drogadicta en un episodio de The Cleaner. Mara hizo su debut cinematográfico Dream Boy (2008) y actuó como estrella invitada como Megan en dos episodios de NBC ER.
En una película sobre la mayoría de edad, Tanner Hall (2009), Mara consiguió su primer papel principal, como Fernanda, que tiene una aventura con un amigo de la familia casado (Tom Everett Scott). La película fue el debut como directoras de Tatiana von Fürstenberg y Francesca Gregorini, debutó en el Festival Internacional de Cine de Toronto de 2009 y tuvo un estreno limitado en cines en septiembre de 2011. Mara dejó caer su primer nombre 'Patricia', para ser conocida profesionalmente por su segundo nombre después de trabajar en el proyecto. «Realmente nunca me gustó mi primer nombre», dijo Mara a la revista Paper. «Nunca me sentí como una Tricia. Y Rooney es más memorable». Su padre y su hermano menor también tienen su segundo nombre.
En la película de comedia dramática de Miguel Arteta Youth in Revolt, Mara interpretó a Taggarty, que intenta acostarse con cincuenta hombres antes de ir a la universidad. La película se basó en la novela de culto de CD Payne de 1993 del mismo nombre. Mara había hecho una audición para el papel protagónico, pero se le ofreció el papel más pequeño cuando el papel principal fue para Portia Doubleday.
Mara interpretó a Courtney en la película independiente de 2009, Dare y en The Winning Season como Wendy, una jugadora de baloncesto de secundaria que tiene una aventura con un vendedor de zapatos de mediana edad (Kevin Breznahan) con una historia similar a The Bad News Bears. Ambas películas se estrenaron en el Festival de Cine de Sundance de 2009 y Mara fue incluida en la lista de la revista Filmmaker de «25 nuevos rostros del cine independiente» ese año.
Mara protagonizó una nueva versión de la película de terror de 1984 A Nightmare on Elm Street, como la protagonista Nancy Holbrook, una estudiante de secundaria víctima de Freddy Krueger (Jackie Earle Haley). Mara comenzó a rodar la película en Chicago el 5 de mayo de 2009, dirigida por Samuel Bayer. Mara le dijo a Filmmaker que sentía que su Nancy era «completamente diferente de la original» y «la chica más solitaria del mundo». Mara había firmado para continuar con su papel si se hacía una secuela. Ella declaró a Vogue que le disgustó tanto la experiencia de hacer la película, que le hizo preguntarse si quería ser actriz. Mara apareció en el Festival Internacional de Cine de Hamptons en octubre de 2009 como parte de su programa Artistas destacados, donde fue instruida por Sharon Stone.

### 2010-2016: Avance y aclamación de la crítica

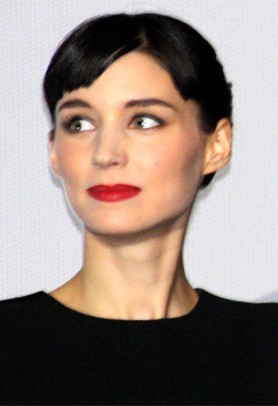
Mara en el estreno francés de The Girl with the Dragon Tattoo en 2012.

En 2010, Mara interpretó a Erica Albright, la exnovia de Mark Zuckerberg, en la película dramática biográfica de David Fincher, The Social Network. El mismo año, Mara fue elegida como protagonista en una adaptación cinematográfica de Los hombres que no amaban a las mujeres, el primero de la trilogía de libros Millennium de Stieg Larsson. Interpretó a Lisbeth Salander, una hacker informática brillante pero problemática que ayuda al periodista Mikael Blomkvist (Daniel Craig) a resolver una serie de asesinatos. Mara ganó el papel sobre varias otras actrices después de dos meses y medio de audiciones y pruebas de pantalla. David Fincher dirigió la película, con la producción de Scott Rudin. También se planeó adaptar The Girl Who Played with Fire y The Girl Who Kicked the Hornets 'Nest, según el rendimiento de taquilla de la película. Fincher inicialmente no imaginó a Mara como el personaje, pero cambió de opinión después de que ella hizo la audición. Convenció a los ejecutivos de Columbia Pictures para que la eligieran para el papel.
The Girl with the Dragon Tattoo de Fincher comenzó a rodarse en Suecia en septiembre de 2010. Mara no consideró que la película fuera una nueva versión, sino otra interpretación de la novela. «Planeo dar mi interpretación del personaje», declaró a Variety. El largo cabello castaño de Mara estaba cortado y teñido de negro, en un estilo que recuerda a la moda punk de los 70 y gótica de los 80. También se perforó las orejas cuatro veces y se perforó la frente y el pezón derecho para el papel. Sus perforaciones corporales en la nariz y los labios eran falsos. Mantuvo la perforación corporal en el pezón para que no fuera necesario volver a perforarlo para una secuela. Las cejas de Mara estaban decoloradas y llevaba un tatuaje de dragón temporal. Comenzó a prepararse para el papel comenzando a andar en patineta y kickboxing, y se sometió a capacitación en dialecto e informática. También visitó Estocolmo, escenario de la novela. La película se estrenó el 20 de diciembre de 2011. Mara recibió elogios de la crítica universal y fue nominada al Globo de Oro a la mejor actriz de drama por su actuación. El 24 de enero de 2012, recibió su primera nominación al Premio Óscar a la mejor actriz.
En 2011, se consideró que Mara protagonizaría la película de acción Zero Dark Thirty de Kathryn Bigelow, pero el papel fue para Jessica Chastain. Al año siguiente, Mara firmó para reemplazar a Carey Mulligan, quien tuvo que abandonar debido a conflictos de programación, en la cinta de Spike Jonze Her (2013), donde interpretó a Catherine Klausen, la exesposa del personaje central Theodore Twombley (Joaquin Phoenix). Además, Mara protagonizó el thriller psicológico Side Effects (2013) de Steven Soderbergh, reemplazando a Blake Lively. La película también fue protagonizada por Jude Law, Channing Tatum, Catherine Zeta-Jones y Vinessa Shaw. Interpretó a Emily Taylor, «una mujer que recurre a medicamentos recetados como una forma de manejar su ansiedad por la próxima liberación de prisión de su esposo». También protagonizó el drama criminal romántico de David Lowery Ain't Them Bodies Saints (2013), que se describió como una historia moderna de Bonnie y Clyde, junto a Casey Affleck y Ben Foster. La película se estrenó en el Festival de Cine de Sundance en enero de 2013, donde IFC Films compró los derechos para su distribución en Estados Unidos. En mayo de 2013, se convirtió en el rostro de lo que entonces era una nueva fragancia de Calvin Klein, Down Town.

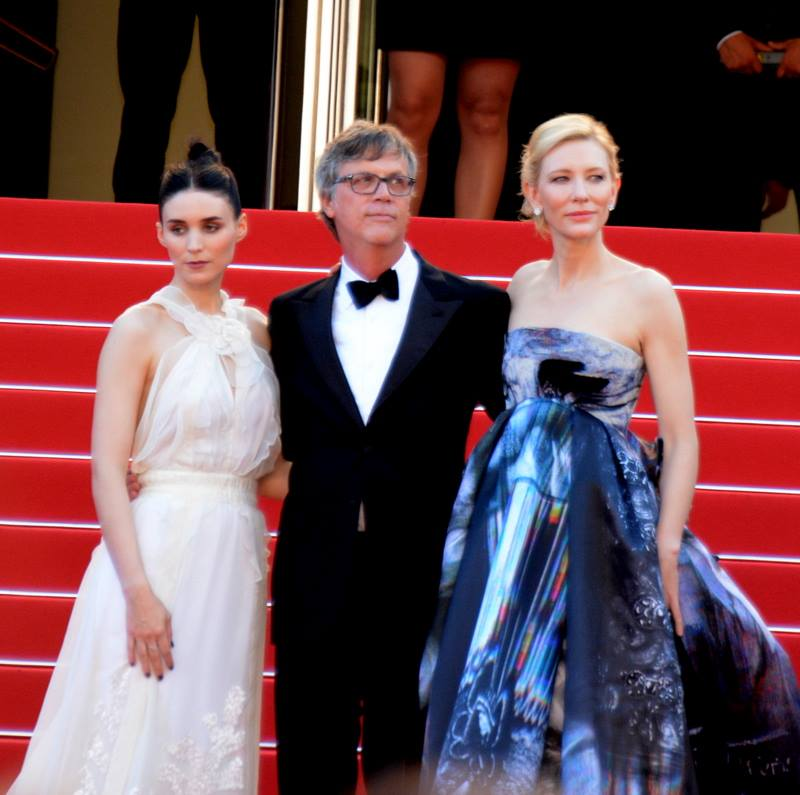
Mara asistiendo al estreno de Carol con el director Todd Haynes y Cate Blanchett en el Festival Internacional de Cine de Cannes en 2015.

El único lanzamiento de Mara en 2014 fue la película de suspenso y drama criminal Trash, una adaptación de la novela de 2010 del mismo nombre de Andy Mulligan dirigida por Stephen Daldry. El mismo año, Mara se desempeñó como diseñadora de vestuario en el debut como director de largometraje de su entonces novio Charlie McDowell, The One I Love. Fue acreditada como Bree Daniel.
En 2015, Mara protagonizó junto a Cate Blanchett la aclamada adaptación cinematográfica de Todd Haynes de El precio de la sal, de Patricia Highsmith, Carol. La película se estrenó en el Festival Internacional de Cine de Cannes de 2015, donde recibió una ovación de pie de diez minutos. Ganó el Premio del Festival Internacional de Cine de Cannes a la mejor actriz por su papel en la película, compartido con Emmanuelle Bercot.  Su actuación obtuvo elogios generalizados de la crítica y le valió nominaciones para un Premio Óscar, un Globo de Oro, un Premio BAFTA y un Premio del Sindicato de Actores.
El mismo año, Mara interpretó a Tiger Lily en la película de fantasía Pan dirigida por Joe Wright, un papel por el que recibió muchas críticas; ella y Wright enfrentaron acusaciones de «blanquear» a un personaje nativo americano. Para expresar sus preocupaciones, los activistas nativos americanos crearon un hashtag #NotYourTigerlily para protestar por el casting de Mara y miles de nativos americanos participaron en una «tormenta de Twitter» para compartir memes que abordaban sus preocupaciones sobre la representación de las mujeres nativas en el cine. Más tarde, Mara expresaría su pesar por su papel en la película.
En 2016, Mara prestó su voz a The Sisters en la película animada stop motion Kubo and the Two Strings. Luego actuó junto a Ben Mendelsohn en Una de Benedict Andrews, que tuvo su estreno mundial en el Festival de Cine de Telluride el 2 de septiembre de 2016. Mara protagonizó luego Lion junto a Dev Patel y Nicole Kidman, y The Secret Scripture, dirigida por Jim Sheridan. El primero fue bien recibido por la crítica, con elogios por la actuación, la emoción, las imágenes y la cinematografía. Recibió seis nominaciones al Óscar en la 89.ª edición de los Premios Óscar, incluyendo mejor película y mejor guion adaptado.

### 2017-presente: Carrera cinematográfica adicional
En 2017, Mara apareció en The Discovery dirigida por Charlie McDowell y A Ghost Story, con Casey Affleck, dirigida por David Lowery. Ambos tuvieron su estreno mundial en el Festival de Cine de Sundance en enero de 2017. Mara protagonizó con Ryan Gosling, Natalie Portman, Cate Blanchett y Michael Fassbender en Song to Song de Terrence Malick, que se estrenó en un lanzamiento limitado el 17 de marzo de 2017.
En 2018, Mara apareció en Don't Worry, He Won't Get Far on Foot, dirigida por Gus Van Sant, junto a Joaquin Phoenix, Jonah Hill y Jack Black. La película tuvo su estreno mundial en el Festival de Cine de Sundance el 19 de enero de 2018 y fue estrenada el 13 de julio de 2018 por Amazon Studios. Ese mismo año, Mara protagonizó nuevamente junto a Phoenix Mary Magdalene, escrita por Helen Edmundson y dirigida por Garth Davis. La película fue estrenada en el Reino Unido el 16 de marzo de 2018 por Focus Features. Este mismo año, también colaboró con Joaquin Phoenix, Sia, Sadie Sink y Kat Von D para narrar el documental Dominion de Chris Delforce sobre los derechos de los animales. Por su contribución al documental, recibió el Premio a la Excelencia en Narración 2018 de los Premios Internacionales de Documentales Independientes de Hollywood.
Tras una breve pausa, Mara coprotagonizó el thriller psicológico neo-noir Nightmare Alley (2021), una adaptación de la novela de 1946 del mismo nombre dirigida por Guillermo del Toro. La película recibió elogios de la crítica y fue incluida entre las diez mejores películas del año por los American Film Institute Awards, pero le fue mal en la taquilla. Recibió cuatro nominaciones en la 94.ª edición de los Premios Óscar, incluida la de mejor película. En 2022, Mara protagonizó con Frances McDormand, Claire Foy, Jessie Buckley y Ben Whishaw en la adaptación cinematográfica de Sarah Polley de la novela superventas de Miriam Toews, Women Talking.

#### Próximos proyectos
En junio de 2021, se informó que Mara se reuniría en la pantalla con Phoenix en la próxima película de Lynne Ramsay, Polaris. Actualmente se encuentra filmando una adaptación la obra de teatro de Arnold Wesker de 1975 The Kitchen, dirigida por Alonso Ruizpalacios.
En enero de 2022, se anunció que Mara interpretará a Audrey Hepburn en una película biográfica dirigida por Luca Guadagnino para Apple. Ella también se desempeñará como productora en el proyecto.

## Otros trabajos
En febrero de 2018, se anunció que Mara, Sara Schloat y Chrys Wong habían iniciado una línea de ropa vegana llamada Hiraeth Collective, que consta de ropa, zapatos y accesorios diseñados por ellos mismos. La línea de ropa se produce en Los Ángeles, California. La línea de ropa estuvo disponible en tiendas selectas de Barneys New York y en línea a partir de agosto de 2018.
Mara fundó la organización benéfica Faces of Kibera, que tenía como objetivo proporcionar alojamiento, alimentos y atención médica a los huérfanos en Kibera, un barrio marginal de Nairobi, Kenia. El objetivo de la organización benéfica era construir un orfanato en la región, para lo cual se compraron 6 acres de tierra. La organización benéfica subastó recuerdos de los Steelers y Giants, así como eventos de campamentos de entrenamiento en eBay para recaudar dinero. Ella visitó el área como voluntaria en 2006 y se conmovió para ayudar a los huérfanos, muchos de los cuales perdieron a sus padres por el sida y enfermedades relacionadas con el VIH. Comenzó la organización benéfica debido a su frustración con el creciente número de organizaciones sin fines de lucro que son solo oportunidades comerciales. «Las personas que necesitan ayuda realmente no la reciben. Así que comencé la mía», dijo a la revista Interview en 2009. Más tarde, a Mara le resultó difícil equilibrar su trabajo de caridad y su carrera como actriz. «Necesito hacer ambas cosas; no puedo solo actuar», declaró a The Journal News. En enero de 2011, Faces of Kibera se fusionó con la Fundación Uweza, que ejecuta programas de empoderamiento basados en la comunidad en Kibera, incluidas ligas de fútbol y tutoría después de la escuela. Uweza es una palabra suajili que significa oportunidad, habilidad y poder. Mara se desempeña como presidenta de la junta directiva de la fundación.

## Vida personal

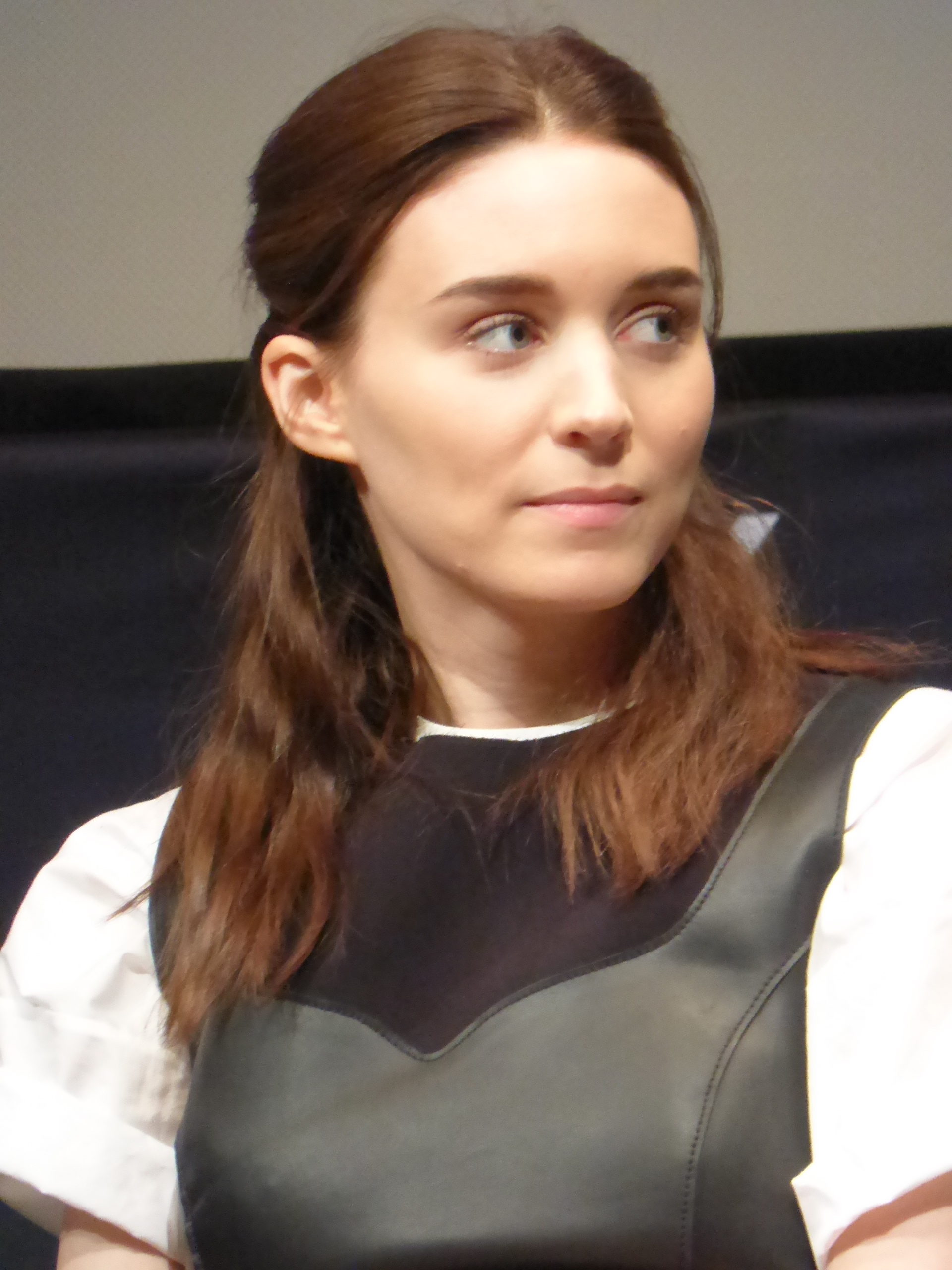
Rooney Mara en su conferencia de prensa en NYFF 2013.

Mara se mudó a Los Ángeles a principios de 2007 y vivió temporalmente con su hermana. Aunque ya no viven juntas, Mara sintió que la experiencia las unió más y, a partir de 2010, discutían regularmente el negocio del cine y los guiones de películas. A partir de enero de 2012, Mara vivía en el barrio Los Feliz de Los Ángeles. Incluye a Gena Rowlands entre las actrices que la inspiran, especialmente sus actuaciones en A Woman Under the Influence (1974) y Opening Night (1977). Ella es vegana.
Desde 2010 hasta finales de 2016, mantuvo una relación con el director estadounidense Charlie McDowell. Desde finales de 2016, ha estado en una relación con el actor estadounidense Joaquin Phoenix, su coprotagonista en Her (2013), Don't Worry, He Won't Get Far on Foot (2018) y Mary Magdalene (2018). Desde septiembre de 2017, residen en Hollywood Hills con sus dos perros, Soda y Oskar. En julio de 2019, se confirmó que están comprometidos. En mayo de 2020, se informó que Mara esperaba su primer hijo con Phoenix. A fines de septiembre de 2020, se anunció que Mara había dado a luz a su hijo, llamado River en honor al difunto hermano de Phoenix, River Phoenix. En febrero de 2024 se hizo público que esperaba su segundo hijo.

## Filmografía
| Año  | Título                                | Rol                                | Notas      |
| ---- | ------------------------------------- | ---------------------------------- | ---------- |
| 2005 | Urban Legends: Bloody Mary            | Chica del aula #1                  |            |
| 2008 | Dream Boy                             | Evelyn                             |            |
| 2009 | Dare                                  | Courtney                           |            |
| 2009 | The Winning Season                    | Wendy Webber                       |            |
| 2009 | Friends (With Benefits)               | Tara                               |            |
| 2009 | Youth in Revolt                       | Taggarty                           |            |
| 2009 | Tanner Hall                           | Fernanda                           |            |
| 2010 | A Nightmare on Elm Street             | Nancy Holbrook                     |            |
| 2010 | The Social Network                    | Erica Albright                     |            |
| 2011 | The Girl with the Dragon Tattoo       | Lisbeth Salander                   |            |
| 2013 | Ain't Them Bodies Saints              | Ruth Guthrie                       |            |
| 2013 | Side Effects                          | Emily Taylor                       |            |
| 2013 | Her                                   | Catherine Klausen                  |            |
| 2014 | Trash                                 | Hermana Olivia                     |            |
| 2015 | Carol                                 | Therese Belivet                    |            |
| 2015 | Pan                                   | Tigrilla                           |            |
| 2016 | Kubo and the Two Strings              | Karasu and Washi the Sisters (voz) |            |
| 2016 | Una                                   | Una Spencer                        |            |
| 2016 | Lion                                  | Lucy                               |            |
| 2016 | The Secret Scripture                  | Roseanne McNulty (joven)           |            |
| 2017 | The Discovery                         | Isla                               |            |
| 2017 | A Ghost Story                         | M                                  |            |
| 2017 | Song to Song                          | Faye                               |            |
| 2018 | Don't Worry, He Won't Get Far on Foot | Annu                               |            |
| 2018 | María Magdalena                       | María Magdalena                    |            |
| 2018 | Dominion                              | Narradora                          | Documental |
| 2021 | El callejón de las almas perdidas     | Molly Cahill                       |            |

 LA COCINA - 2024
| Año  | Título                            | Rol            | Notas                                       |
| ---- | --------------------------------- | -------------- | ------------------------------------------- |
| 2006 | Law & Order: Special Victims Unit | Jessica DeLay  | Episodio: «Fat»                             |
| 2007 | Women's Murder Club               | Alexis Sherman | Episodio: «Blind Dates and Bleeding Hearts» |
| 2008 | The Cleaner                       | Rebecca Smith  | Episodio: «Rebecca»                         |
| 2009 | ER                                | Megan          | 2 episodios                                 |

## Premios y nominaciones
| Año  | Trabajo                         | Premio | Resultado |
| ---- | ------------------------------- | --- | --------- |
| 2009 | Tanner Hall                     | Festival de Cine Internacional de Hamptons para estrella en ascenso                                       | Ganadora  |
| 2010 | Tanner Hall                     | Stargazer Award at the Gen Art Film Festival                                                              | Ganadora  |
| 2010 | The Social Network              | Festival de Cine de Hollywood al reparto del año                                                          | Ganadora  |
| 2010 | The Social Network              | Festival Internacional de Cine de Palm Springs para actuación por un reparto                              | Ganadora  |
| 2010 | The Social Network              | Premio de críticos de cine de Washington D. C. Area Film al mejor reparto                                 | Nominada  |
| 2012 | The Girl with the Dragon Tattoo | Alianza de Mujeres Periodistas de Cine - Premio a la Mejor Actriz de Acción (empatada con Saoirse Ronan)  | Ganadora  |
| 2012 | The Girl with the Dragon Tattoo | Internet Film Critics Society Award for Best Actress                                                      | Ganadora  |
| 2012 | The Girl with the Dragon Tattoo | Premio National Board of Review a la actuación sobresaliente (compartido con Felicity Jones)              | Ganadora  |
| 2012 | The Girl with the Dragon Tattoo | Premio de la Asociación de críticos de cine de St. Louis Gateway a la mejor actriz                        | Ganadora  |
| 2012 | The Girl with the Dragon Tattoo | Festival de Cine Internacional de Santa Bárbara Virtuoso 2012                                             | Ganadora  |
| 2012 | The Girl with the Dragon Tattoo | Premio de la Asociación de Críticos de cine de Utah a la mejor actriz                                     | Nominada  |
| 2012 | The Girl with the Dragon Tattoo | Alianza de Mujeres Periodistas de Cine a la mejor actuación sobresaliente                                 | Nominada  |
| 2012 | The Girl with the Dragon Tattoo | Premio de la Asociación de Críticos de Cine de Denver a la mejor actriz                                   | Nominada  |
| 2012 | The Girl with the Dragon Tattoo | Asociación de Críticos de Cine de Denver por a la estrella emergente                                      | Nominada  |
| 2012 | The Girl with the Dragon Tattoo | Premio de la Asociación de Críticos de Cine de Georgía a la mejor actriz                                  | Nominada  |
| 2012 | The Girl with the Dragon Tattoo | Premio MTV Movie a la Mejor actuación revelación                                                          | Nominada  |
| 2012 | The Girl with the Dragon Tattoo | Premio MTV a la mejor actuación                                                                           | Nominada  |
| 2012 | The Girl with the Dragon Tattoo | Premio MTV Movie a la mejor transformación en pantalla                                                    | Nominada  |
| 2013 | Ain't Them Bodies Saints        | Premios del Círculo de Críticos de Cine de Dublín a la mejor actriz                                       | Nominada  |
| 2013 | The Truth About Emanuel         | Premio del Festival de Cine Internacional LA Femme al mejor director (compartido con Francesca Gregorini) | Ganadora  |

### Óscar
| Año  | Categoría               | Película                        | Resultado |
| ---- | ----------------------- | ------------------------------- | --------- |
| 2012 | Mejor actriz            | The Girl with the Dragon Tattoo | Nominada  |
| 2016 | Mejor actriz de reparto | Carol                           | Nominada  |

### Globos de Oro
| Año  | Categoría            | Película                        | Resultado |
| ---- | -------------------- | ------------------------------- | --------- |
| 2011 | Mejor actriz - Drama | The Girl with the Dragon Tattoo | Nominada  |
| 2015 | Mejor actriz - Drama | Carol                           | Nominada  |

### BAFTA
| Año  | Categoría               | Película | Resultado |
| ---- | ----------------------- | -------- | --------- |
| 2015 | Mejor actriz de reparto | Carol    | Nominada  |

### Sindicato de Actores
| Año  | Categoría               | Película | Resultado |
| ---- | ----------------------- | -------- | --------- |
| 2015 | Mejor actriz de reparto | Carol    | Nominada  |

### Crítica Cinematográfica
| Año  | Categoría               | Película           | Resultado |
| ---- | ----------------------- | ------------------ | --------- |
| 2010 | Mejor reparto           | The Social Network | Nominada  |
| 2015 | Mejor actriz de reparto | Carol              | Nominada  |

### Satellite
| Año  | Categoría               | Película | Resultado |
| ---- | ----------------------- | -------- | --------- |
| 2015 | Mejor actriz de reparto | Carol    | Nominada  |

### Independent Spirit
| Año  | Categoría    | Película | Resultado |
| ---- | ------------ | -------- | --------- |
| 2015 | Mejor actriz | Carol    | Nominada  |

### Festival de Cannes
| Año  | Categoría    | Película | Resultado |
| ---- | ------------ | -------- | --------- |
| 2015 | Mejor actriz | Carol    | Ganadora  |

### Saturn
| Año  | Categoría    | Película                        | Resultado |
| ---- | ------------ | ------------------------------- | --------- |
| 2011 | Mejor actriz | The Girl with the Dragon Tattoo | Nominada  |

### Empire
| Año  | Categoría    | Película                        | Resultado |
| ---- | ------------ | ------------------------------- | --------- |
| 2011 | Mejor actriz | The Girl with the Dragon Tattoo | Nominada  |